# One Piece
One Piece (Japans: ワンピース Hepburn: Wan Pīsu) is een Japanse mangaserie geschreven en geïllustreerd door Eiichiro Oda. De manga wordt sinds 19 juli 1997 in series gepubliceerd in het Weekly Shonen Jump-tijdschrift van Shueisha. De hoofdstukken zijn verzameld in 110 tankobonvolumes. 
One Piece volgt de avonturen van Monkey D. Luffy, een grappige jongeman wiens lichaam de eigenschappen van rubber krijgt na het onbedoeld eten van een duivelsvrucht. Met zijn diverse bemanningsleden van piraten genaamd de Strohoeden (Japans: 麦わらの一味 Hepburn : Mugiwara no Ichimi Engels: Straw Hat Pirates) , verkent Luffy de oceaan op zoek naar de wereld van de ultieme schat bekend als One Piece om de volgende piratenkoning te worden.
Van de manga is ook een Original Video Animation (OVA) gemaakt, geproduceerd door Production IG in 1998, en een animeserie, geproduceerd door Toei Animation, waarvan de uitzending in Japan begon in 1999 en waarvan tot nu 1099 afleveringen zijn uitgezonden. Bovendien heeft Toei vijftien geanimeerde speelfilms, twee OVA's, en vijf televisiespecials geproduceerd. Verschillende bedrijven hebben verschillende vormen van merchandising ontwikkeld, zoals een ruilkaartspel en een groot aantal videospelletjes. De licentie van de mangaserie voor Noord-Amerika ligt in handen van Viz Media, in het Verenigd Koninkrijk van Gollancz Manga en in Australië van Madman Entertainment. De animeserie werd gelicentieerd door 4Kids Entertainment voor een Engelstalige uitgave in Noord-Amerika, in 2007 kwam de licentie in handen van Funimation.
De manga is in Nederland en Vlaanderen tot en met deel 17 uitgebracht door Glénat in het Nederlands. Vanaf januari 2026 geeft Pelckmans de manga opnieuw uit in het Nederlands, vertaald door dezelfde vertaler als de vorige uitgave.
In Vlaanderen werd de anime uitgezonden door 2BE en nu Kadet
Van de manga zijn wereldwijd meer dan 480 miljoen volumes in omloop, waardoor het de best verkochte mangaserie is in de geschiedenis. Er verscheen in 2023 een liveaction-televisieserie eveneens getiteld One Piece.

## De wereld vanOne Piece

### Setting
De wereld van One Piece bestaat uit meerdere rassen waaronder mensen, zeemeermannen, zeemeerminnen, vismensen en reuzen. De wereld is verdeeld in twee oceanen die verdeeld worden door een grote lange reeks van bergen, genaamd de Red Line, dat tevens het enige continent van de wereld is. De Grand Line, een zee die haaks loopt op de Red Line, verdeelt de oceaan in nog eens vier zeeën, te weten North Blue, East Blue, West Blue en South Blue. Om de Grand Line heen zijn twee gebieden genaamd Calm Belts. Deze gebieden worden bewoond door zogenaamde neptunians, ook wel zeekoningen genoemd. Door deze wezens is het erg lastig om de Grand line te bereiken. Terwijl het voor de marine mogelijk is om op schepen met zogenaamde sea-prism stones de Calm Belts te bevaren, zijn de schepen die geen sea-prism stone hebben genoodzaakt om het kanalensysteem van Reverse Mountain (een gebied bij de eerste kruising van de Grand line en de Red line) te gebruiken. Water van alle vier de zeeën stroomt hier de berg op om boven samen te voegen en weer via een vijfde kanaal naar beneden te stromen in het eerste deel van de Grand Line. Het tweede deel van de Grand Line wordt ook wel de Nieuwe Wereld (Engels: New World) genoemd.

### Verhaal
Het verhaal begint met de executie van Gol D. Roger, een man die bekendstaat als de koning van de piraten. Net voor zijn dood vertelt Roger dat zijn verborgen schat, de One Piece, beschikbaar is voor de eerste die hem vindt, waardoor de Grote Piratentijdperk (Engels: Great Pirate Era) begint. Hierdoor gaan veel piraten naar de Grand Line om zijn verborgen schat te vinden.
22 jaar zijn voorbijgegaan na de executie van Roger. Een jongeman genaamd Monkey D. Luffy, geïnspireerd door zijn idool en piraat "Red Haired" Shanks, gaat op een reis vanuit de East Blue om de One Piece te vinden en zichzelf uit te roepen als Koning der Piraten. Terwijl hij probeert zijn eigen bemanning te vinden, genaamd de Strohoedpiraten, redt hij een zwaardvechter genaamd Roronoa Zoro waar hij bevriend mee raakt en in zijn bemanning opneemt. Later wordt Luffy nog vergezeld door Nami, een navigator en een dief, Usopp, een scherpschutter en een grote leugenaar en Sanji, een charmante chef. Met deze bemanning krijgt Luffy de beschikking over een schip genaamd The Going Merry en krijgen ze vele confrontaties met andere piraten waaronder: Buggy de Clown, Kapitein Kuro en Don Krieg. Als Luffy een voormalig piraat genaamd Arlong verslaat, komt Nami officieel bij de bemanning en krijgt Luffy een geldbedrag op zijn hoofd door de marine. Terwijl de bemanning aan wal ligt op Drum-Eiland, komt Tony Tony Chopper, een dokter en rendierachtig persoon die een Zoan-vrucht opheeft, ook bij de bemanning en samen gaan ze op zoek naar de One Piece.

### Personages

#### Monkey D. Luffy
Ingesproken door: Mayumi Tanaka (Japans), Bella Hudson (Engels, 4Kids), Colleen Clinkenbeard (Engels, Funimation)
Monkey D. Luffy is het hoofdpersonage van de One Piece-serie. Toen hij 7 was probeerde hij bij de piratenbende van de "Red Haired" Shanks te komen. Hij werd afgewezen en vernederd, waarna hij de schat van de piraten opat. Dit was de Paramecia-type duivelsvrucht Gom Gom vrucht (ゴムゴムの実 Gomu Gomu no Mi) waardoor zijn lichaam de eigenschappen van rubber kreeg. Nadat Shanks een arm verloor toen hij Luffy probeerde te redden, wilde Luffy niet meer bij de Shanks komen. Hij wil nu zijn eigen piratenbende oprichten en de Koning der Piraten worden. Tien jaar later richt hij zijn eigen bende op genaamd de  Strohoedpiraten genoemd naar de strohoed die hij van Shanks heeft gekregen. Met zijn bende gaat hij richting de Grand Line en wordt al snel bekend als "Strohoed Luffy".

#### Roronoa Zoro
Ingesproken door: Kazuya Nakai (Japans), Marc Diraison (Engels, 4Kids), Christopher R. Sabat (Engels, Funimation)
Roronoa Zoro is een zwaardvechter die met drie zwaarden (Japans: Santōryū) tegelijk vecht, waarbij hij er twee in zijn handen houdt en een in zijn mond. Hij probeert een belofte aan Kuina, zijn overleden jeugdvriendin, na te komen door de beste zwaardvechter van de wereld te worden door "Haviksoog" (Engels: "Hawk Eyes") Mihawk te vervangen. Tijdens het reizen op zee en het geld verdienen als premiejager wordt hij al snel bekend als "Premiejager" Zoro. Als hij in een conflict komt met een man genaamd Helmeppo laat hij zich gevangennemen om zo de veiligheid van de dorpelingen te garanderen. Terwijl Helmeppo tracht hem te laten vermoorden wordt hij van een executie gered door Luffy, op voorwaarde dat hij diens eerste bemanningslid wordt. Hoewel hij eerst tegen Luffy zegt dat hij tegen hem zal keren zodra Luffy tussen hem en zijn belofte komt, ziet hij later van die belofte af en kiest ervoor om een leerling van Mihawk te worden.

#### Nami
Ingesproken door: Akemi Okamura (Japans), Kerry Williams (Engels, 4Kids), Luci Christian (Engels, Funimation)
Nadat Nami, toen ze nog een kind was, haar moeder vermoord zag worden door de beruchte Arlong, wiens piratenbende het eiland waar Nami op woont bezet houdt en van de inwoners steelt, sloot ze een deal met Arlong. Ook al was Nami nog een kind, ze was een erg begaafde navigator die ervan droomde om een complete wereldkaart te maken en besluit daarom lid te worden van de bende van Arlong. Met als uiteindelijke doel dat ze de vrijheid van haar dorp kan kopen. Ze groeit op als een piraten hatende piraat en ze maakt ondertussen mappen en steelt schatten van andere piraten, daardoor wordt Nami een uitstekende inbreker, zakkenrolster en navigator met een gave om het weer te voorspellen. Nadat Arlong haar verraadt en zijn bende wordt verslagen door de Strohoedpiraten, voegt ze zich toe bij de bemanning van Luffy om hier alsnog haar dromen te achtervolgen. Tijdens haar reizen wordt ze berucht als "Cat Burglar" Nami.

#### Usopp
Ingesproken door: Kappei Yamagushi (Japans), Jason Griffith (Engels, 4Kids), Sonny Straight (Engels, Funimation)
Tijdens zijn jeugd wordt Usopp verlaten door zijn vader Yasopp, die vertrekt om bij de Red-Haired Pirates te gaan. Als later zijn moeder Bachina ziek wordt, begint Usopp grootse verhalen te vertellen over hoe zijn vader terug zal komen en hem mee zal nemen op grote avonturen op zee. Zelfs als zijn moeder overlijdt, geeft hij zijn vader nooit de schuld omdat zijn vader hen heeft verlaten. Hij stelt zichzelf ten doel om een geweldige piraat te worden ondanks zijn angstige karakter. In gevechten gebruikt hij een katapult waarmee hij verschillende soorten ammunitie met geweldige precisie kan afvuren. Later gaat hij ook wel door het leven als zijn alter ego "Sogeking", the King of Snipers een held met een rode cape en een gouden masker.

#### Sanji
Ingesproken door: Hiroaki Hirata (Japans), David Moo (Engels, 4Kids), Eric Vale (Engels, Funimation)
Sanji is de kok van de Strohoedpiraten. Voordat hij zich bij Luffy aansloot werkte Sanji op de Baratie, een varend restaurant op een schip, waar hij heeft leren koken. Zijn doel is om de all-blue te vinden, een mythische plek waar alle zeeën van de wereld samen komen en heel veel verschillende vissen voorkomen. Sanji vecht alleen met zijn benen, zodat hij zijn handen niet beschadigt voor het koken. Dit heeft hem de bijnaam 'Zwartvoet' ('Black Leg') opgeleverd. Hij is fel tegen het verspillen van voedsel en heeft vrijwel altijd een sigaret in zijn mond. Bovendien heeft Sanji een grote zwak voor vrouwen: hij wil iedere vrouw in nood helpen en weigert om ooit een vrouw pijn te doen, zelfs als dat hem in gevaar brengt.

#### Tony Tony Chopper
Ingesproken door: Ikue Ōtani (Japans), Lisa Ortiz (Engels, 4Kids), Brina Palencia (Engels, Funimation)
Tony Tony "Cotton Candy Lover" Chopper is een dokter en een blauwneusrendier. Omdat Chopper een Zoan-type duivelsvrucht heeft gegeten heeft hij de kracht om in een mens of in een mensrendierhybride te veranderen. Een zelfontwikkelde drug genaamd "Rumble Ball" maakt het voor hem mogelijk om nog meer transformaties te ondergaan.

#### Nico Robin
Ingesproken door: Yuriko Yamaguchi (Japans), Veronica Taylor (Engels, 4Kids), Stephanie Young (Engels, Funimation)
Nico Robin groeit op in Ohara, waar de grootste en de oudste bibliotheek van de wereld zich bevindt, en wordt op haar achtste levensjaar een archeoloog. Op een gegeven moment eet Robin het Paramecia-type "Hana Hana no Mi" duivelsvrucht waardoor ze de krachten krijgt om tijdelijk kopieën van haar lichaamsdelen, waaronder ook haar ogen en oren, op andere oppervlakten te laten verschijnen. Achter de ruggen om van haar leraren, verkrijgt Robin de kunde om oude Poneglyph stenen, die verspreid over de wereld liggen, te vertalen. Hiermee krijgt Robin hetzelfde doel als die van haar leraren, namelijk het vinden van de legendarische Rio Poneglyph waarvan het verhaal gaat dat deze de verloren historie van de wereld bevat. Terwijl ze op het punt staan om de zoektocht te beginnen, komt de marine achter hun plannen en stuurt een vloot om ze te stoppen. Tijdens de aanval vindt de hele populatie, waaronder de moeder van Robin, de dood. Robin is de enige die de aanval overleeft en ontsnapt van het eiland. Ze krijgt de naam "Duivelskind" en krijgt een bounty op haar hoofd waardoor ze continu op de vlucht is en niemand kan vertrouwen. Om te overleven werkt ze samen met verschillende piraten en ander uitschot tot ze uiteindelijk samen gaat werken met Sir Crocodile, die de baas is van Baroque Works, onder de codenaam "Ms. All-Sunday". Als Baroque Works uit elkaar valt en Robin geen plek heeft om naartoe te gaan, besluit Robin om mee te gaan met de Strohoeden. Tijdens haar verblijf bij de Strohoeden raakt ze steeds meer bevriend met de bemanning waardoor Robin zichzelf aan de marine overgeeft om ze te redden. Als de Strohoeden hierachter komen, verklaren ze de marine de oorlog om haar terug te halen. Hierdoor begint Robin in te zien dat ze eindelijk mensen heeft gevonden die haar nooit zullen verraden, en besluit om een volwaardig lid van de Strohoeden te worden.

#### Franky
Ingesproken door: Kazuki Yao (Japans), Patrick Seitz (Engels, Funimation),
Cutty Flam, bijnaam Franky, is op 10-jarige leeftijd door zijn piratenouders verlaten en wordt als leerling-schepenbouwer in huis genomen door een schepenbouwer die geheime plannen heeft voor een oud en gevaarlijk wapen. Door de roekeloosheid van Franky krijgen agenten van de Wereldoverheid (World Government) de mogelijkheid om de plannen in handen te krijgen. Franky raakt erg gewond terwijl hij zijn meester probeert te redden en overleeft doordat hij delen van zijn lichaam vervangt door stukken metaal. Hierdoor veranderd Franky in een Cyborg, die cola als brandstof gebruikt, met bovenmenselijke krachten. Nadat hij berucht wordt onder de naam "Cyborg", bouwt Franky een schip genaamd "Thousand Sunny", een oorlogsschip voor de Strohoeden gaat met hen mee op zoek naar de One Piece.

#### Brook
Ingesproken door: Chō (Japans), Ian Sinclair (Engels, Funimation)
Nog voor de tijd van Roger was "Humming" Brook al een piraat die op de Grand Line voer als vice-kapitein van de muziek spelende Rumbar-Piraten. Ze laten hun huisdier, een babywalvis genaamd Laboon, achter bij Reverse Mountain en beloven hem terug te keren zodra ze rond de wereld zijn gevaren. Nog voor ze dit voor elkaar krijgen worden ze allemaal gedood. De kracht van de Paramecia-type Revive-Revive duivelsvrucht zorgt er dan voor dat "Dead Bones" Brooks tot leven komt en een tweede leven kan leiden als levend skelet.
50 jaar later wil Brook nog steeds de belofte van hem en zijn crew nakomen en besluit daarom om bij de Staw Hat Pirates te gaan. Brooks is een begaafde muzikant die elk instrument kan bespelen, maar voornamelijk een viool gebruikt. Als hij op een gegeven moment weggaat bij de Strohoeden en incognito verdergaat onder de naam "Soul King" Brooks, wordt hij wereldberoemd en trekt volle zalen met fans. Brook is tevens een erg goede schermer en gebruikt daarbij een shikomizue, een soort stok met een verborgen zwaard erin, tijdens gevechten. Doordat hij een skelet is weegt hij erg weinig en is daardoor in staat om erg hoog te springen en over het water te rennen. Uiteindelijk leert Brooks een andere kracht van de duivelsvrucht en is dan in staat om buiten zijn skelet te treden en als ziel zijn omgeving te verkennen.

#### Jimbei
Ingesproken door: Daisuke Gōri tot aflevering 433, Katsuhisa Hōki vanaf aflevering 440 (Japans), Daniel Baugh (Engels, Funimation)
"Redder van de Zee" Jimbei is een blauwe Walvishaai-vismens met lang zwart krullend haar. Aan het begin van het verhaal is hij een van de zeven warlords. Die titel geeft hij op tijdens de oorlog in Marineford waar hij met Luffy bevriend raakt. Zijn droom is om de wens van zijn voormalige kapitein Fisher-Tiger te verwezenlijken door een wereld te creëren waarin mens en vismens gelijkwaardig kunnen leven. Op Vismens-Eiland, zijn thuisland, helpt hij Luffy een staatsgreep te voorkomen en wordt hij uitgenodigd om een Strohoed te worden. Dit weigert hij omdat hij nog banden heeft met Big Mom. Nadat hij achterbleef in Totto Land om de Zonpiraten te beschermen tegen Big Mom keert Jimbei terug bij Luffy en de Strohoeden waar hij officieel bekend maakt een Strohoed te worden. Jimbei vecht met Vismens-karate en is de stuurman van de Strohoeden.

### Duivelsvrucht
De duivelsvrucht is een vrucht die gegeten kan worden waardoor de persoon speciale krachten kan krijgen. Er zijn naar schatting meer dan 100 verschillende soorten vruchten in de wereld die in drie verschillende categorieën kunnen worden verdeeld;
- Paramecia: Dit is het meest voorkomende type. Gebruikers van deze soort vrucht krijgen bovennatuurlijke krachten of kunnen hun lichaam/omgeving beïnvloeden.
- Zoan: Gebruikers van deze soort vrucht kunnen zich in een dier of iets tussenin zichzelf en het dier veranderen.
- Logia: Dit is het meest zeldzame type van de drie. Gebruikers van deze soort vrucht kunnen zichzelf veranderen in een bepaald element en kunnen het compleet beheersen.

De Zoan-categorie is verder onderverdeeld in drie subcategorieën;
- Carnivore Zoan: De persoon die deze vrucht eet verandert in een dier dat een carnivoor is.
- Ancient Zoan: De persoon die deze vrucht eet verandert in een uitgestorven dier, bijvoorbeeld een dinosaurus.
- Mythic Zoan: De persoon die deze vrucht eet verandert in een legendarisch wezen; deze vrucht is de zeldzaamste in One Piece.

Hoewel de gebruiker heel veel krachten krijgt van de vrucht komt de vrucht met een groot nadeel: de gebruiker kan niet meer zwemmen in zeewater. De legende gaat namelijk dat de duivelsvruchten reïncarnaties zijn van de zeeduivel, en dat gebruikers van de vruchten niet kunnen zwemmen omdat de zee hen haat.

### Prijzen en nominaties

#### Manga
- One Piece was drie keer op rij finalist voor de Tezuka Osamu Cultuurprijs in het jaar 2000, 2001 en 2002.[3][4][5]
- De Duitse vertaling van het vierenveertigste deel won de Sondermann-publieksprijs in de internationale manga categorie.[6]
- In 2009 werd One Piece genomineerd voor favoriete mangaserie in de Nickelodeon Magazine's Comics Awards.[7]
- One Piece won in 2012 de 41ste Japan Cartoonists Association Award hoofdprijs.[8]
- Op 15 juni 2015 werd bekend dat Eiichiro Oda en One Piece een wereldrecord hebben gevestigd in het Guinness Book of Records met de meeste uitgebrachte kopieën van dezelfde stripserie van dezelfde auteur.[9]

#### Anime
- Het eerste openingslied genaamd "We Are" won de Animation Kobe Theme Song Award van het jaar 2000.[10]
- In februari 2001 plaatste One Piece zich als negende op de lijst van meest populaire animeseries in Japan.[11]
- In een stemming van 2005, door het Japanse televisiebedrijf TV Asahi, kwam One Piece als zesde uit de bus als meest populaire animeserie.[12]
- De eerste uitgave van de Funimation-dvd van de serie One Piece: Season 1 First Voyage werd genomineerd voor de Fifth Annual TV DVD Awards.[13]

## Verhaallijnen
De manga One Piece bestaat uit meer dan duizend hoofdstukken en meerdere verhaallijnen.
| Titel               | Hoofdstukken | Volumes | Anime-afleveringen                    |
| ------------------- | ------------ | ------- | ------------------------------------- |
| Romance Dawn        | 1-7          | 1       | 1-3                                   |
| Orange Town         | 8-21         | 1-3     | 4-8                                   |
| Syrup Village       | 22-41        | 3-5     | 9-18                                  |
| Baratie             | 42-68        | 5-8     | 19-30                                 |
| Arlong Park         | 69-95        | 8-11    | 31-44                                 |
| Loguetown           | 96-100       | 11-12   | 45, 48-53                             |
| Reverse Mountain    | 101-105      | 12      | 62-63                                 |
| Whisky Peak         | 106-114      | 12-13   | 64-67                                 |
| Little Garden       | 115-129      | 13-15   | 70-77                                 |
| Drum Island         | 130-154      | 15-17   | 78-91                                 |
| Arabasta            | 155-217      | 17-24   | 92-130                                |
| Jaya                | 218-236      | 24-25   | 144-152                               |
| Skypiea             | 237-302      | 26-32   | 153-195                               |
| Long Ring Long Land | 303-321      | 32-34   | 207-219                               |
| Water 7             | 322-374      | 34-39   | 229-263                               |
| Enies Lobby         | 375-430      | 39-44   | 264-290, 293-302, 304-312             |
| Post-Enies Lobby    | 431-441      | 45-46   | 313-325                               |
| Thriller Bark       | 442-489      | 46-50   | 337-381                               |
| Sabaody Archipelago | 490-513      | 50-53   | 385-405                               |
| Amazon Lily         | 514-524      | 53-54   | 408-417                               |
| Impel Down          | 525-549      | 54-56   | 422-425, 430-452                      |
| Marineford          | 550-580      | 56-59   | 457-489                               |
| Post-War            | 581-597      | 59-61   | 490-491, 493-516                      |
| Return to Sabaody   | 598-602      | 61      | 517-522                               |
| Fish-Man Island     | 603-653      | 61-66   | 523-541, 543-574                      |
| Punk Hazard         | 654-699      | 66-70   | 579-589, 591-625                      |
| Dressrosa           | 700-801      | 70-80   | 629-746                               |
| Zou                 | 802-824      | 80-82   | 751-779                               |
| Whole Cake Island   | 825-902      | 82-90   | 783-877                               |
| Levely              | 903-908      | 90      | 878-889                               |
| Wano Country        | 909-1057     | 90-105  | 890-894, 897-906, 908-1028, 1031-1085 |
| Egghead             | 1058-        | 105-    | 1086-                                 |

## Netflix

### Liveaction-remake
Op 20 juni 2020 werd aangekondigd dat Netflix een liveaction-remake van One Piece zou uitbrengen. De serie werd echter al in 2017 aangekondigd door Hiroyuki Nakano, de hoofdredacteur van Weekly Shonen Jump, in het kader van het 20-jarig bestaan van de mangareeks. Op 31 juli werd bericht dat de cast van de originele anime de Japanse nasynchronisatie ingesproken zou hebben. De reeks werd geproduceerd door Tomorrow Studios. Het eerste seizoen werd op 31 augustus 2023 uitgebracht, waarna enkele weken later, op 15 september 2023, een tweede seizoen werd aangekondigd.
De Netflix-reeks is in meerdere talen beschikbaar, waaronder ook een Nederlandse nasynchronisatie.

#### Hoofdrollen
| Personage       | Acteur              |
| --------------- | ------------------- |
| Monkey D. Luffy | Iñaki Godoy         |
| Roronoa Zoro    | Mackenyu            |
| Nami            | Emily Rudd          |
| Usopp           | Jacob Romero Gibson |
| Sanji           | Taz Skylar          |